# Negative Creep
«Negative Creep» es una canción de la banda estadounidense de grunge Nirvana, originalmente lanzada en su primer álbum de estudio de 1989 Bleach. La canción habla de temas como odio a uno mismo y uso de drogas. La canción se convirtió en una de las más tocadas durante las presentaciones de la banda antes de 1993. Puede tratarse de una de las canciones de Nirvana más "oscuras" ya que su riff al estilo  metal le da un sentido mucho más pesado que del resto de canciones grunge convencionales.

## Otras versiones
- Una presentación en vivo está incluida en el vídeo de 1994 Live! Tonight! Sold Out!!.
- Otra interpretación en concierto de 1991 se encuentra en el álbum de 1996 From the Muddy Banks of the Wishkah.
- La canción fue incluida en el documental de 1996 documentry Hype!.

## Versiones por otros artistas
- Velvet Revolver ha versionado «Negative Creep» regularmente en sus conciertos, además incluyó una versión en el sencillo «Slither».
- La canción fue además versionada por la banda de Groove metal Machine Head, siendo incluido este tema en el disco The Heart of Roadrunner Records, recopilatorio que la discográfica Roadrunner Records sacó en 2003. Esta versión está disponible en internet para descargar.
- El exbajista de los Ramones Dee Dee Ramone, versionó esta canción, que sería incluida en Smells Like Bleach - A Punk Tribute to Nirvana, junto a versiones de otros artistas.